# Satyrus yunnanicus
Satyrus yunnanicus är en fjärilsart som beskrevs av Gross 1958. Satyrus yunnanicus ingår i släktet Satyrus och familjen praktfjärilar. Inga underarter finns listade.